# 秀山トゥチャ族ミャオ族自治県
秀山トゥチャ族ミャオ族自治県（しゅうざんトゥチャぞくミャオぞくじちけん）は中華人民共和国重慶市に位置する自治県。

## 地理
洞庭湖へ向かう沅江の支流、酉水の上流にあたる。湖北省から流れてきた北河と、貴州省から流れてきた秀山河が石堤鎮で合流している。

## 歴史
1735年（雍正13年）に秀山県が設置される。1983年に自治県に改編され現在に至る。

## 行政区画
下部に3街道、18鎮、6郷を管轄する。
- 街道:中和街道、烏楊街道、平凱街道
- 鎮:清渓場鎮、隘口鎮、溶渓鎮、官荘鎮、竜池鎮、石堤鎮、峨溶鎮、洪安鎮、雅江鎮、石耶鎮、梅江鎮、蘭橋鎮、膏田鎮、渓口鎮、妙泉鎮、宋農鎮、里仁鎮、鍾霊鎮
- 郷:孝渓郷、海洋郷、大渓郷、湧洞郷、中平郷、岑渓郷

## 交通

### 鉄道
- 渝懐線（中国語版）
  - 秀山駅

### 道路
- 高速道路
  -  包茂高速道路
  -  秀松高速道路（中国語版）
- 国道
  - G242国道（中国語版）
  - G319国道（中国語版）
  - G326国道

## 健康・医療・衛生
- 秀山土家族苗族自治県人民医院
- 秀山土家族苗族自治県中医医院
- 秀山土家族苗族自治県婦幼保健院
- 秀山傷友骨科医院